# Abell 1689
Abell 1689 è un ammasso di galassie osservabile nella costellazione della Vergine. È uno dei più massivi fra gli ammassi di galassie noti.
Esso è noto in particolare per i fenomeni di lente gravitazionale osservabili nel suo centro. Infatti alcune delle galassie (che è possibile osservare nell'immagine a destra) sono il prodotto dell'effetto gravitazionale e risultano ingrandite rispetto alla loro reale dimensione. Le stesse si trovano dietro la linea visiva dell'ammasso ed alcune di esse, rifratte dall'effetto gravitazionale, sono distanti circa 13 miliardi di anni luce. Tra queste vi è A1689-zD1 che, con un redshift di ~ 7,6, è una delle galassie più distanti conosciute. La porzione di spazio che risente dell'effetto gravitazionale ha una dimensione di circa 2 milioni di anni luce.
Nello studio particolareggiato delle immagini riprese dal Telescopio spaziale Hubble si rileva la presenza di oltre 160.000 ammassi globulari, il maggior numero mai rilevato.

## Galleria d'immagini

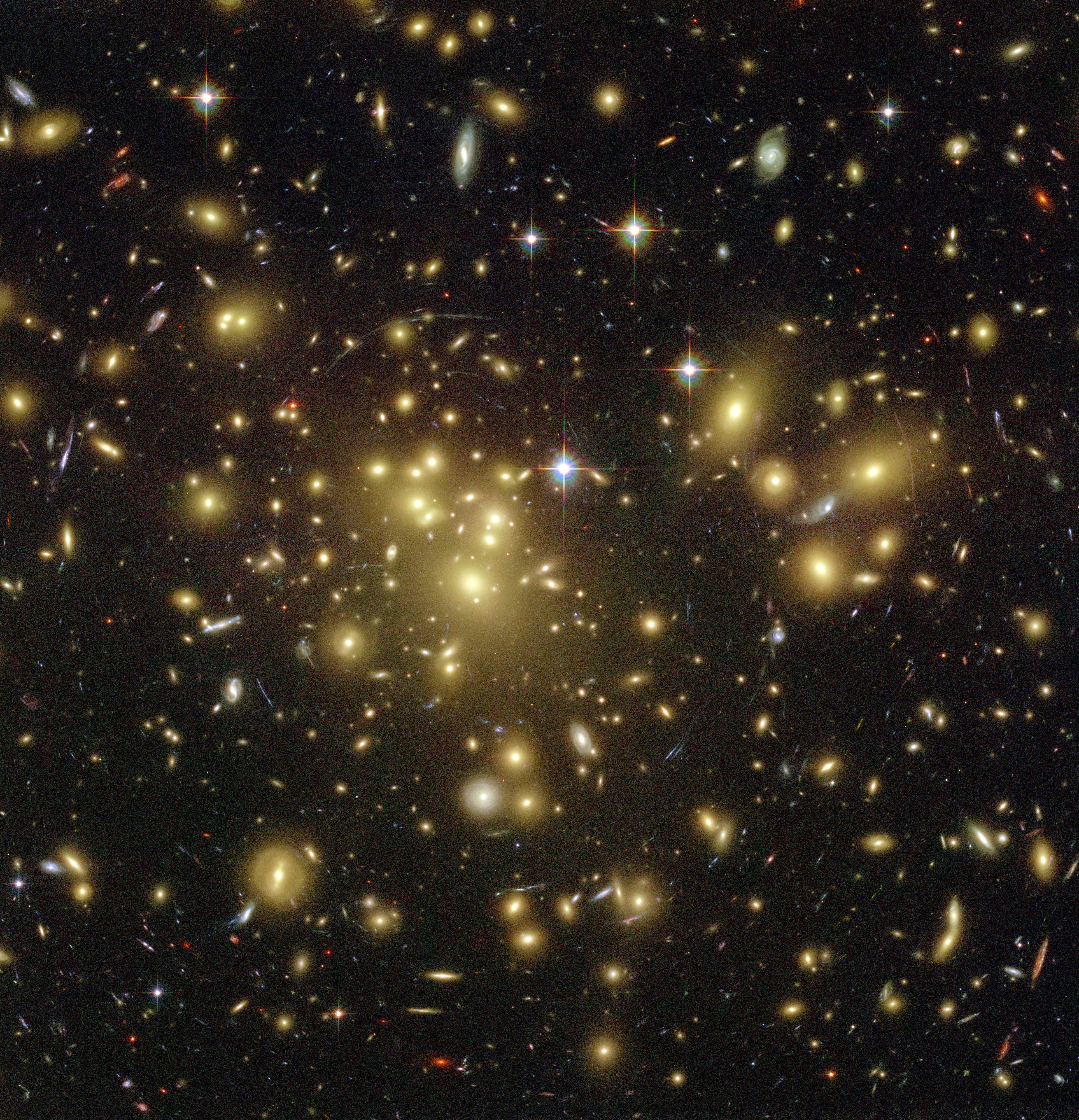
Le galassie blu e rosse sullo sfondo sono evidenziate dalla lente gravitazionale.
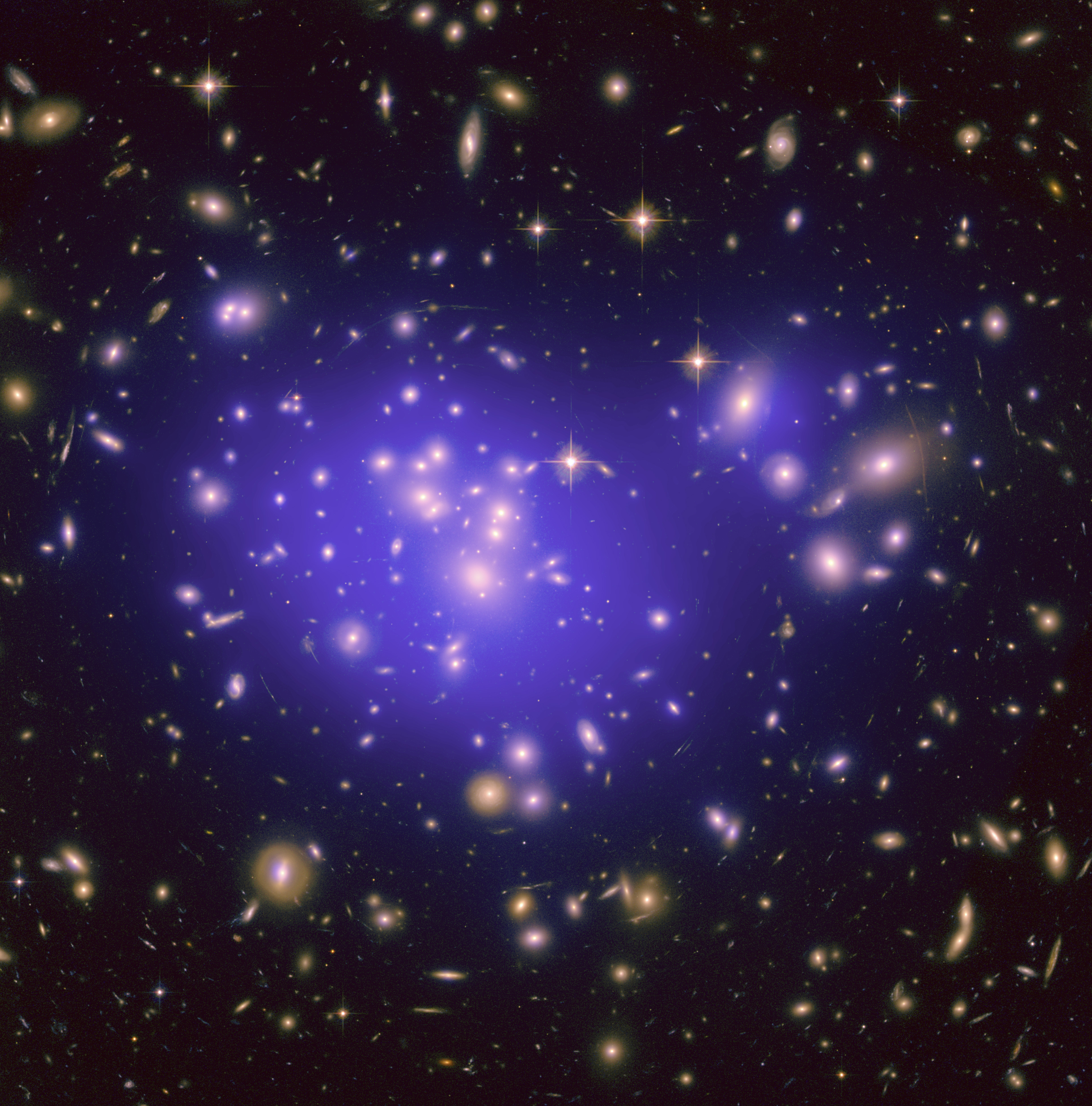
Mappa della massa di Abell 1689.
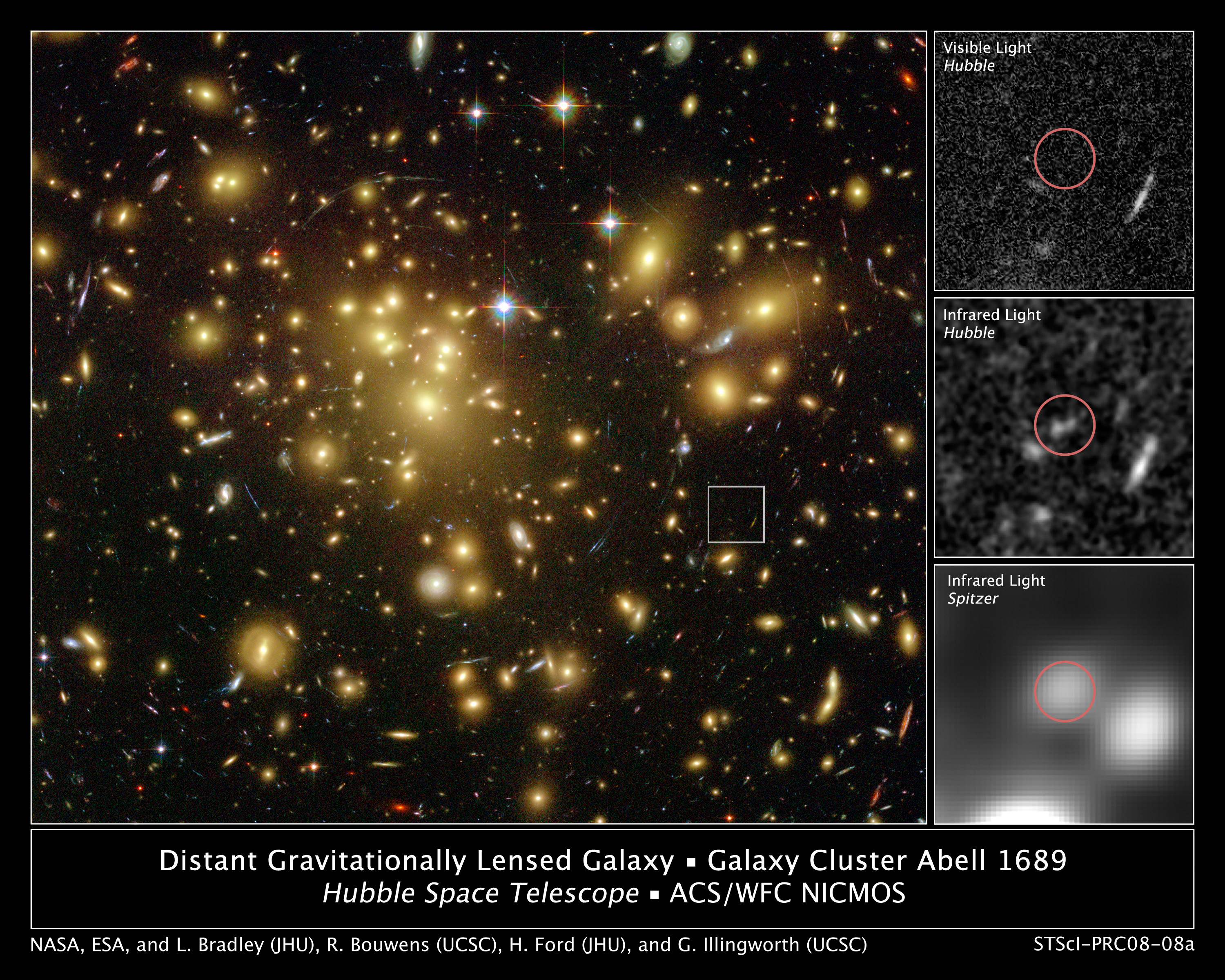
L'effetto lente gravitazionale con la scoperta della galassia remota A1689-zD1.
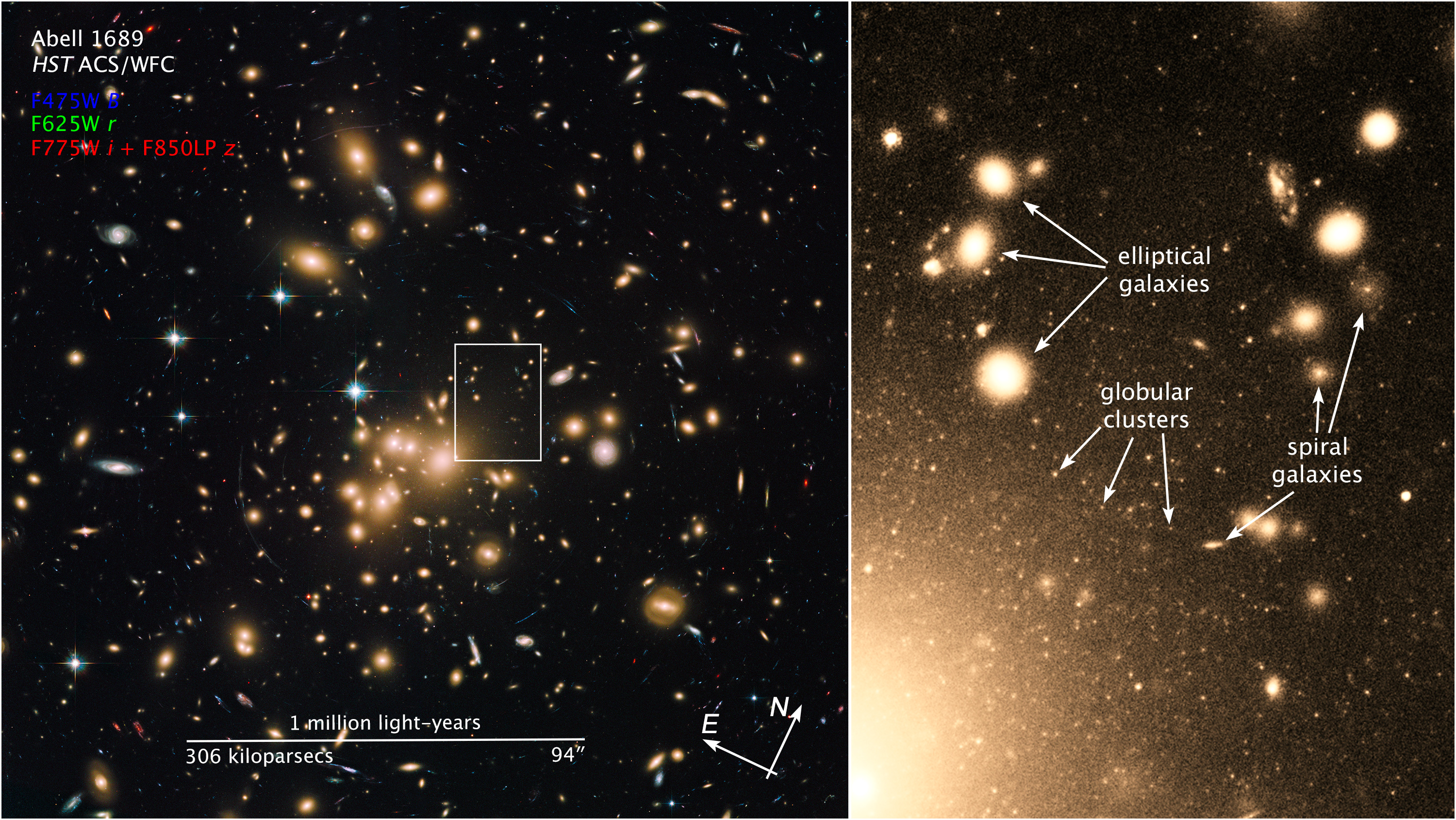
Ammassi globulari in Abell 1689